# Третья смена (феминизм)
Третья смена, тройное бремя, тройная роль (англ. triple shift, triple burden, triple role) — это обязанность женщин не только работать, чтобы зарабатывать деньги и обеспечивать быт, но и другая когнитивная нагрузка. Некоторые исследователи называют её ментальной нагрузкой, другие описывают её как эмоциональный труд. Также понятие неразрывно связано с обязанностью постоянно ухаживать за собой для поддержания «товарного вида», которая является составляющей сексуальной объективации.

## История возникновения понятия («вторая смена»)
Третья смена происходит из понятия второй смены (также называемой двойным бременем, двойным днём, второй сменой и двойной обязанностью) — рабочей нагрузки людей, которые работают, чтобы заработать деньги, но которые также несут ответственность за значительное количество неоплачиваемого домашнего труда. Это явление также известно как вторая смена (англ. second shift), как в одноимённой книге Арли Хохшильд. В парах, где оба партнера имеют оплачиваемую работу, женщины часто тратят значительно больше времени, чем мужчины, на домашние дела и уход за детьми, такие как воспитание детей или уход за больными членами семьи. Этот результат во многом устанавливается за счёт традиционных гендерных ролей, которые были приняты обществом с течением времени. Ограничения рынка труда также играют роль в определении того, кто выполняет основную часть неоплачиваемой работы.
Были предприняты усилия для документирования последствий двойного бремени для пар, оказавшихся в таких ситуациях. Во многих исследованиях прослеживается влияние гендерного разделения труда, и в большинстве случаев существует заметная разница между временем, которое мужчины и женщины вносят в неоплачиваемый труд.

## Понятие «третья смена»
Понятие третьей смены — новый термин феминистской теории и психологических теорий, которые опираются на феминизм.
Считается, что тройное бремя, с которым сталкиваются женщины в результате их тройной роли в обществе, является серьёзным препятствием для расширения экономических прав и возможностей женщин. Женская работа включает репродуктивную работу (домашняя работа, уход за детьми и их воспитание, уход за взрослыми, уход за больными, работа, связанная со здоровьем), производительную работу (работа на заработок и пропитание, включая работу на предприятиях неформального сектора либо на дому или по соседству, официальная занятость) и работа по управлению сообществом (включает в себя деятельность, в основном осуществляемую женщинами на уровне общины в отношении предоставления и управления предметами коллективного потребления). Такое разделение труда по признаку пола закрепляет подчинение женщин и не позволяет им полностью реализовать свой потенциал и пользоваться своими правами человека. Женщины в основном выполняют репродуктивную работу и, хотя во многих обществах она не считается «реальной» работой, в то же время она требует много времени, требует усилий и утомительна. Такое разделение труда, основанное на требованиях пола и времени, ограничило женщин частной сферой и не позволило женщинам заняться другой экономической деятельностью. Роджерс ссылается на «одомашнивание женщин» и утверждает, что домашняя идеология усилила идентификацию домашней сферы и дома как места женщины. Как таковая репродуктивная работа естественным образом считается женской работой. Домашняя работа не имеет четкого разграничения между отдыхом, она не имеет начала и конца, и во многих обществах женщины, как правило, работают дольше, чем мужчины.

## Причины
Третья и вторая смены являются следствием комплекса причин, среди которых:
Гендерная идеология
Гендерные идеологии связаны с убеждениями о надлежащем поведении мужчин и женщин. Традиционные гендерные идеологии способствуют двойному и тройному бремени, потому что рассматривают женщин в качестве опекунов, а мужчин в качестве поставщиков, и каждый пол занимает свою сферу влияния.
Ограничения рынка труда
Несмотря на расширение участия женщин в рабочей силе, гендерное разделение труда сохраняется. На рынке труда существует ряд ограничений, которые способствуют двойному и тройному бремени. Женщины непропорционально представлены в неформальной работе и сосредоточены на низкокачественных работах по найму.
Социальное давление
Существуют различные социальные проблемы, которые создают двойное бремя, в том числе экономическое мышление, связанное с работой по дому, идеи о чистой прибыли в семье и восприятие, что женщины чаще обращаются за декретным отпуском, чем мужчины. Многие классические экономисты считают, что забота о детях не способствует экономическому росту нации.
Политическое давление
Политики обычно рассматривают работу только как оплачиваемую работу и не принимают во внимание взаимозависимость между неоплачиваемой работой и оплачиваемой работой. Также часто считается, что женщины принимают экономические решения аналогично мужчинам. Обычно это не так, потому что для мужчин оплата — это просто компенсация за потерянное свободное время. Тем не менее, для женщин, когда они работают в оплачиваемом секторе, они все ещё теряют деньги, потому что им приходится выделять средства на домашний труд, который они не могут сделать, например, уход за детьми или приготовление обеда с нуля из-за нехватки ресурсов во время ухода за детьми.

## Эмоциональная (ментальная) нагрузка
Исследование 2017-го года в серии Modern Family Index (MFI), подготовленный по заказу Bright Horizons Family Solutions показало, что даже несмотря на то, что женщины неуклонно набирают силу, будучи кормильцами семьи, а мужчины берут на себя больше домашних обязанностей по воспитанию детей, чем их отцы до них, женщины всё ещё несут дополнительное бремя: умственную нагрузку. Матери, имеющие работу, которая является основным источником дохода их семьи, также в два-три раза чаще управляют домашним хозяйством и расписанием детей, чем отцы-кормильцы, и более чем на 30 процентов чаще, чем другие работающие матери, заботятся обо всем, включая семейный финансы и организацию семейного отдыха.
Исследование показало, что концепция, широко известная как «ментальная нагрузка», реальна и измерима. Работающие матери не только отвечают за половину своих обязанностей по воспитанию и ведению домашнего хозяйства, но и организуют, напоминают и планируют практически все семейные вопросы. Обязанности по дому только возрастают, когда женщины приносят домой основный источник дохода. В то время как 40 процентов современных семей имеют женщин-кормильцев: матери-кормильцы в три раза чаще, чем отцы-кормильцы, составляют расписание своих детей и несут ответственность за посещение ими мероприятий и встреч (76 % против 22 %).
У них в три раза больше шансов стать волонтерами в школе (63 % против 19 %)
Вероятность выполнения всех семейных обязанностей у них почти в два раза выше (71 % против 38 %).
Все это означает, что большинство женщин ежедневно служат не только в качестве родителя и опекуна для своих семей, но и в качестве «неофициальных хранителей того, где и когда должна находиться вся семья».

## Критика
В документе, отвергающем статистику Европейского фонда улучшения условий жизни и труда как «основного источника тенденциозной полемики в отношении несправедливого бремени женщин и гендерного неравенства», утверждается, что идея двойного бремени является мифом, и вместо этого делается вывод о том, что «в среднем женщины и мужчины по всей Европе проводят одинаковое общее количество продуктивного рабочего дня, после того как оплачиваемая работа и неоплачиваемая работа по дому суммируются — примерно восемь часов в день».